# Station Saint-Yrieix-la-Perche
Station Saint-Yrieix-la-Perche is een spoorwegstation in de Franse gemeente Saint-Yrieix-la-Perche.